# Гуадіс
Гуадіс, або Гвадіс (ісп. Guadix) — місто і муніципалітет в Іспанії, у складі автономної спільноти Андалусія, у провінції Гранада. Населення — 20 407 осіб (2010).

## Географія
Місто розташоване на відстані близько 350 км на південь від Мадрида, 43 км на схід від Гранади.
На території муніципалітету розташовані такі населені пункти: (дані про населення за 2010 рік)
- Бакор-Олівар: 538 осіб
- Белерда: 206 осіб
- Естасьйон-де-Гуадіс: 943 особи
- Гуадіс: 18176 осіб
- Ернан-Вальє: 369 осіб
- Пауленка: 175 осіб

## Демографія
Динаміка населення (INE ):

## Релігія
- Центр Гуадіської діоцезії Католицької церкви.

## Пам'ятки
- Гуадіський собор

## Галерея

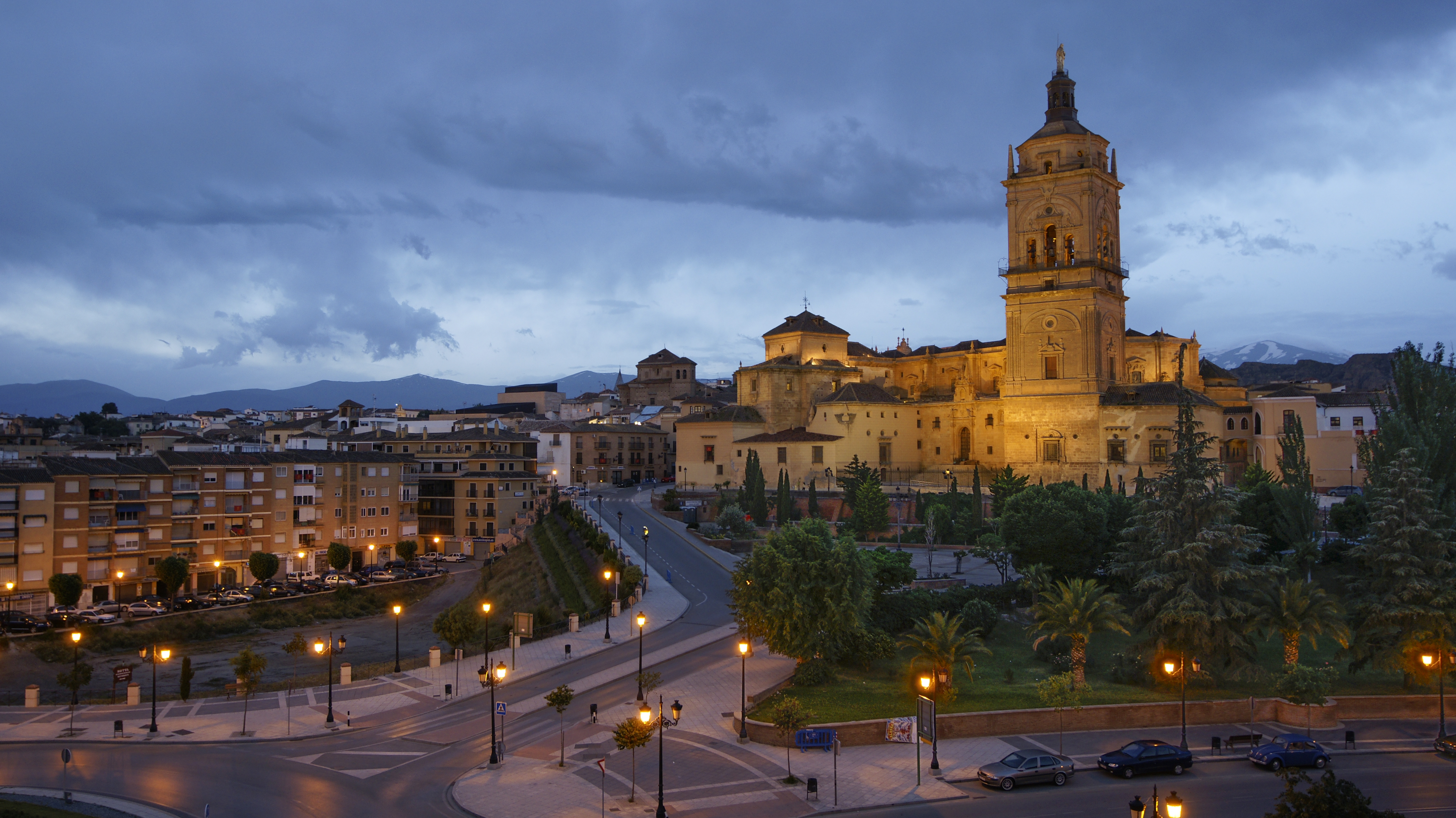
Катедральний собор, Гуадіс, бічний фасад і дзвіниця.

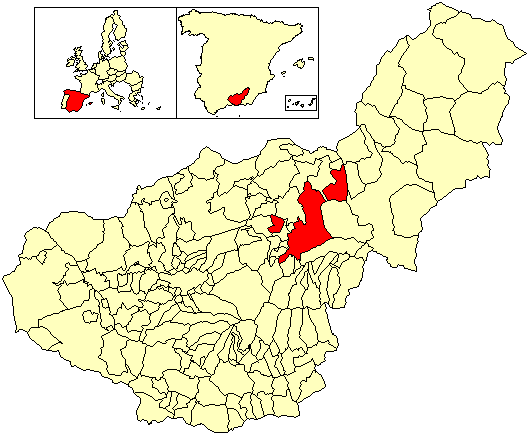
Розташування муніципалітету у провінції Гранада
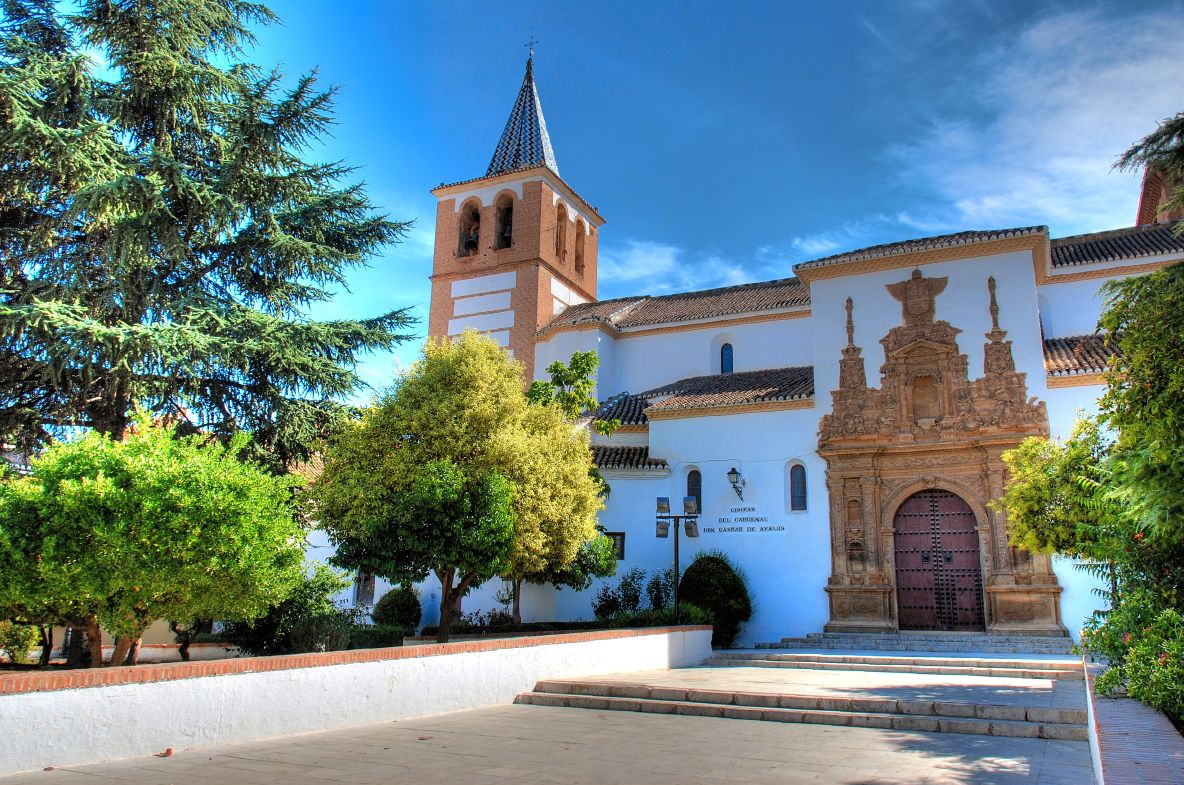
Церква Сантьяго
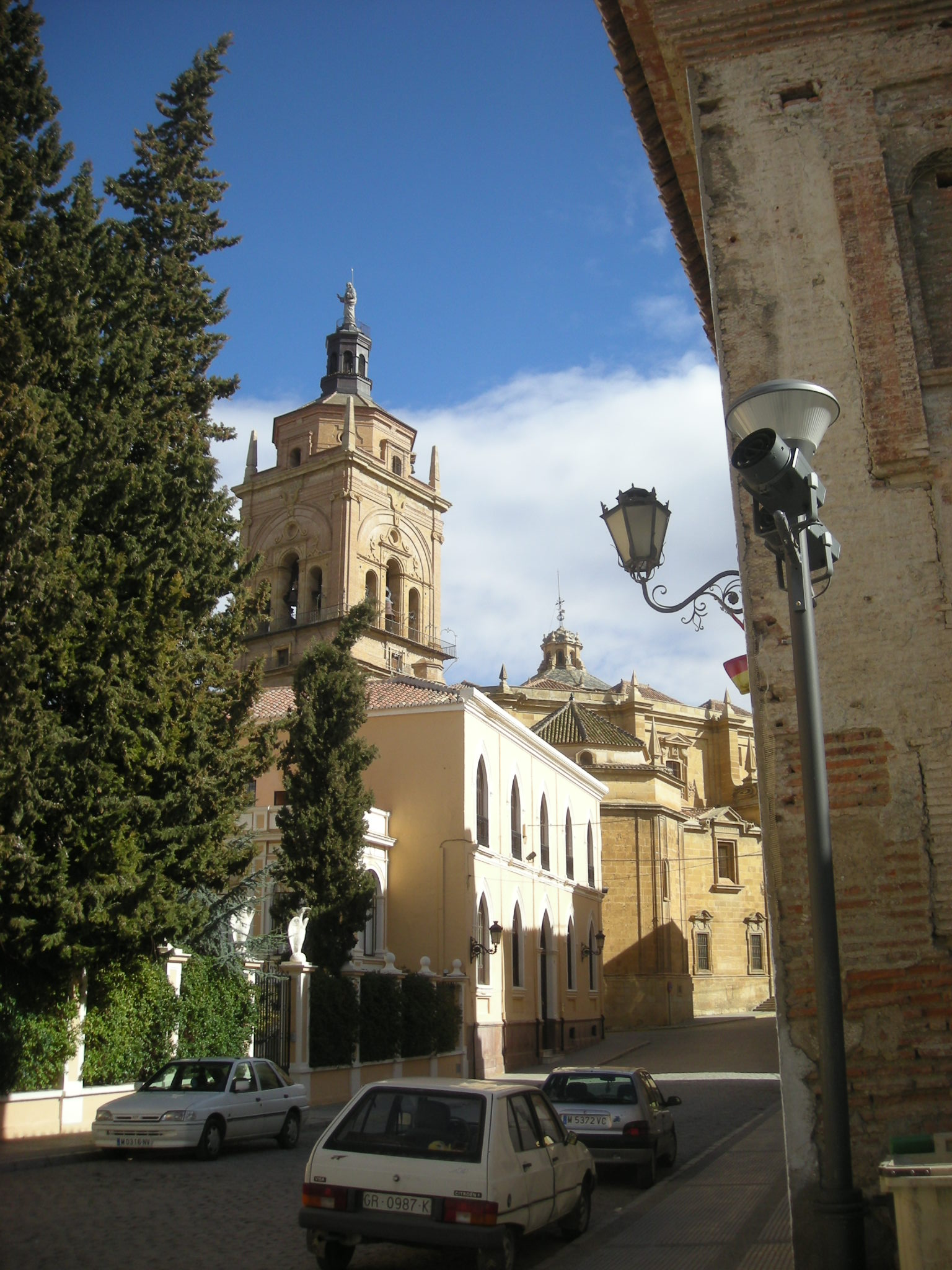
Вулиця Санта-Марія-дель-Айре
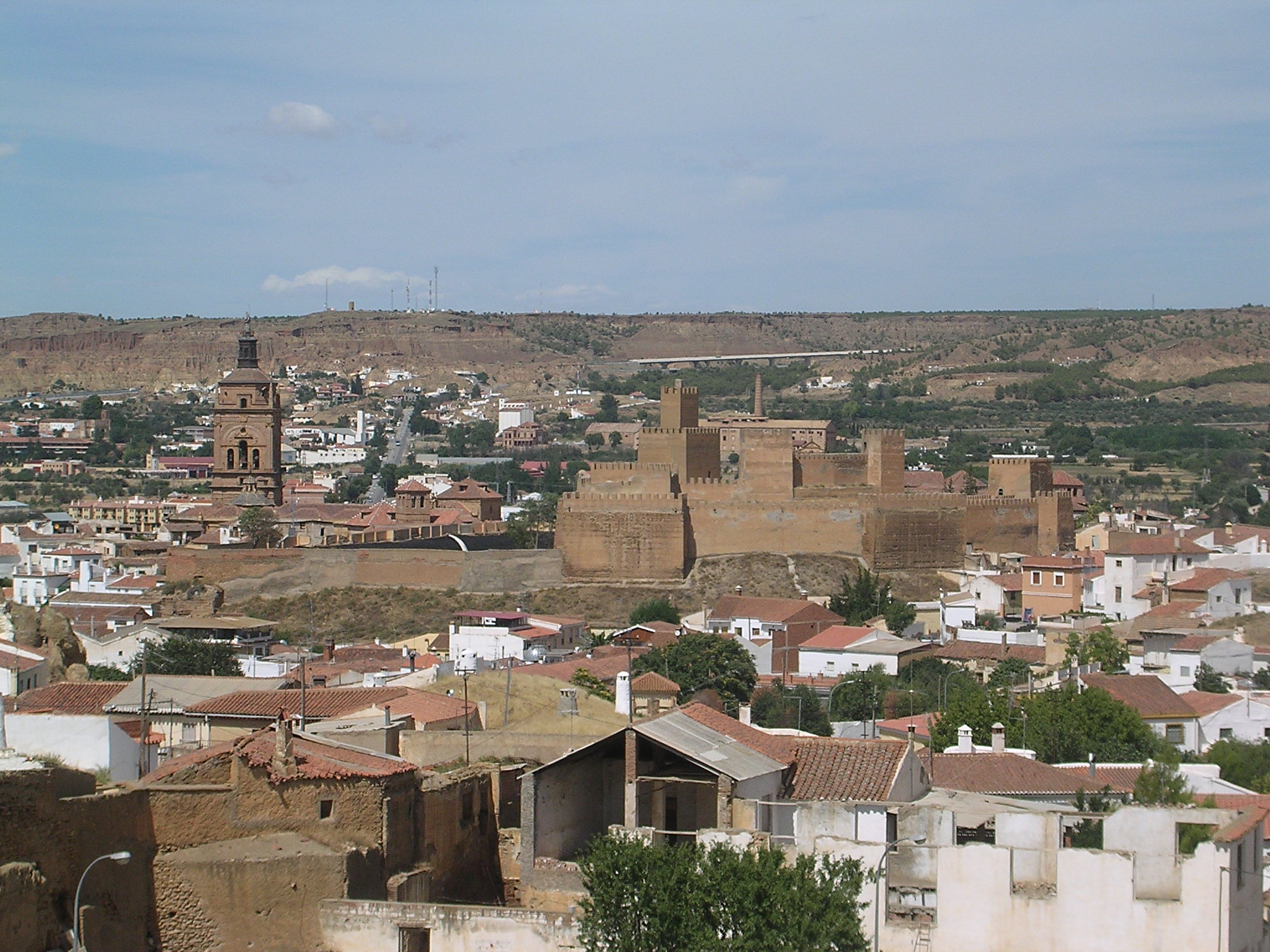
Алькасаба і місто Гуадіс
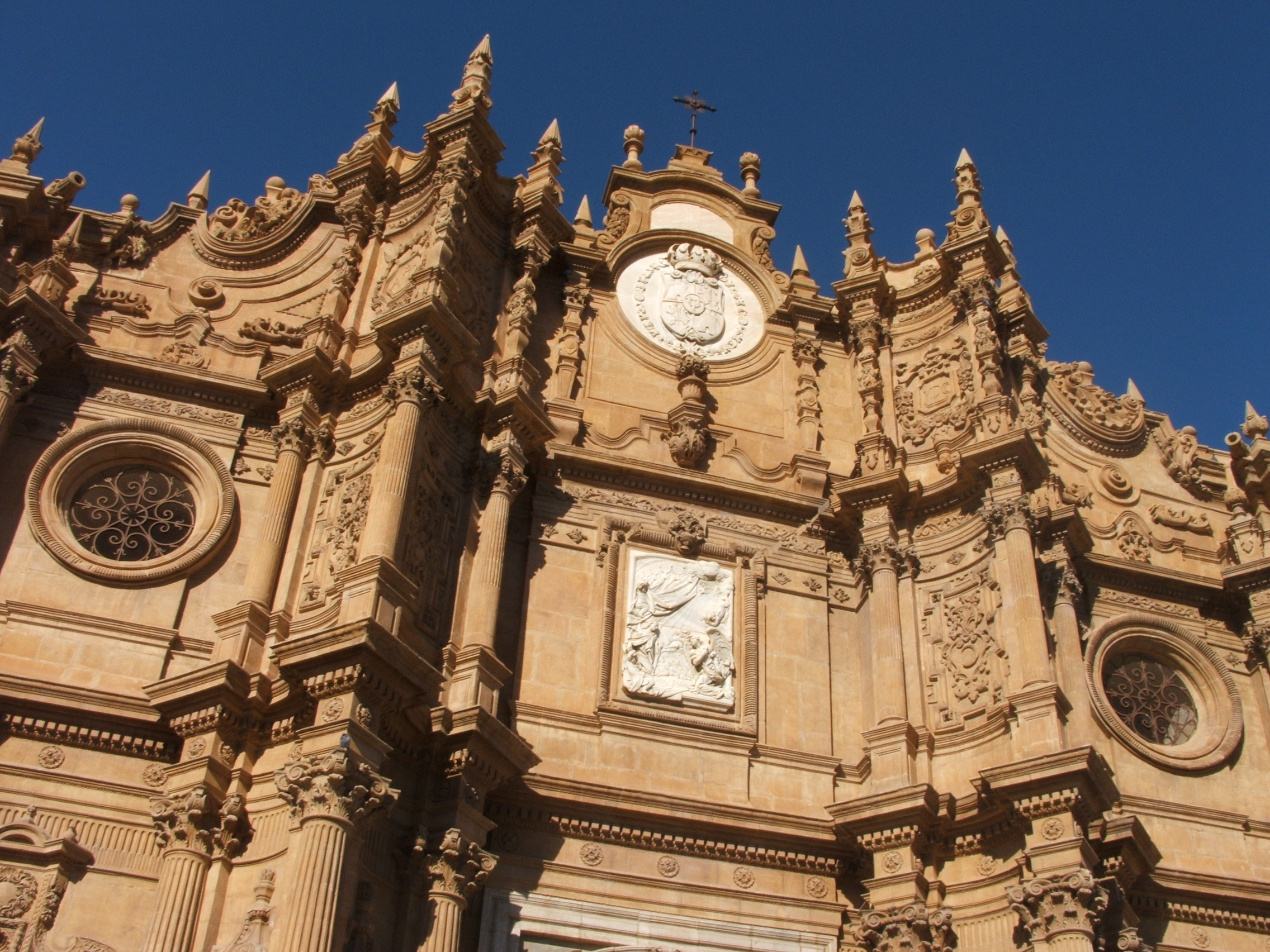
Катедральний собор, Гуадіс
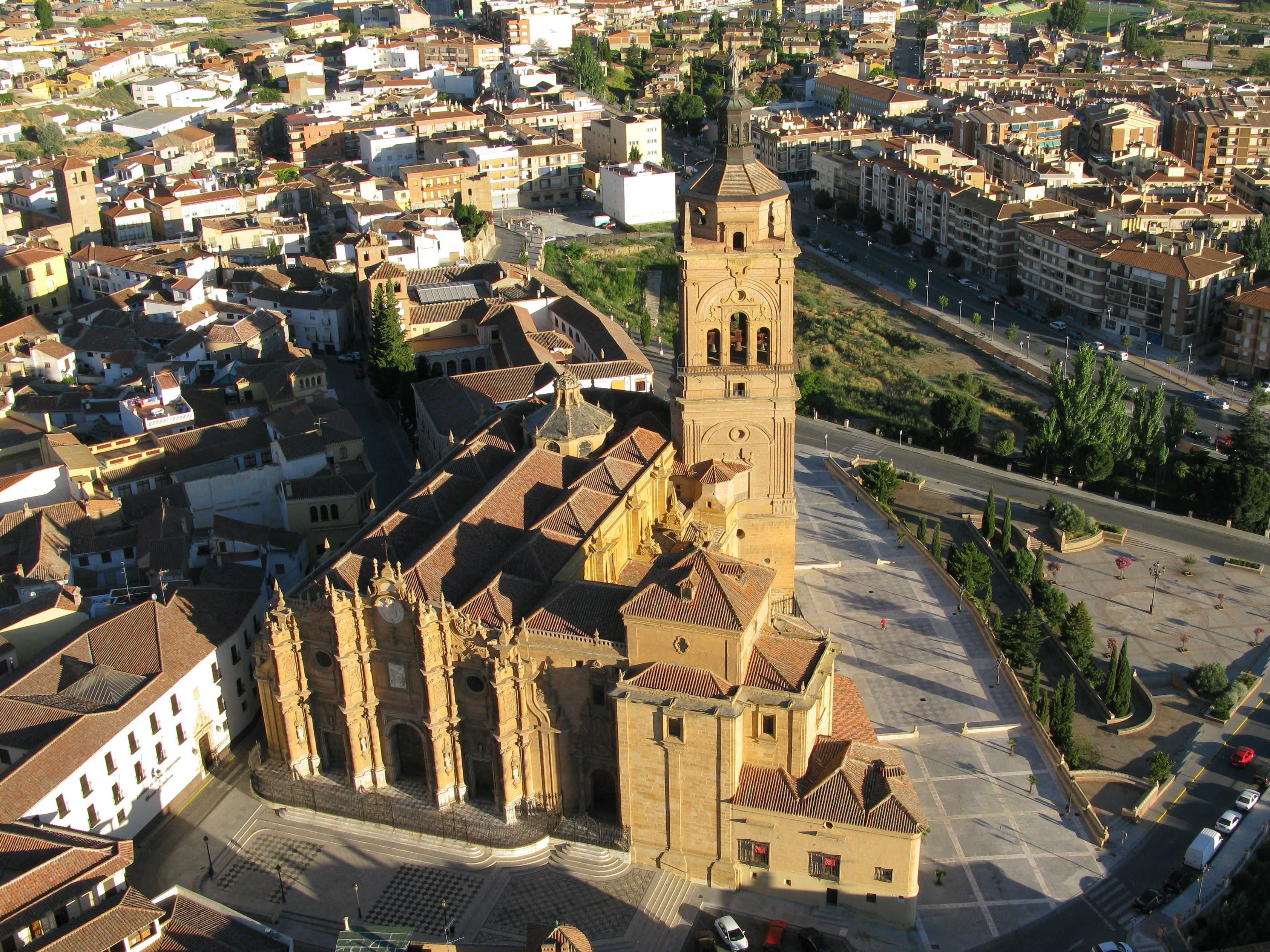
Собор з неба. Фото 2011
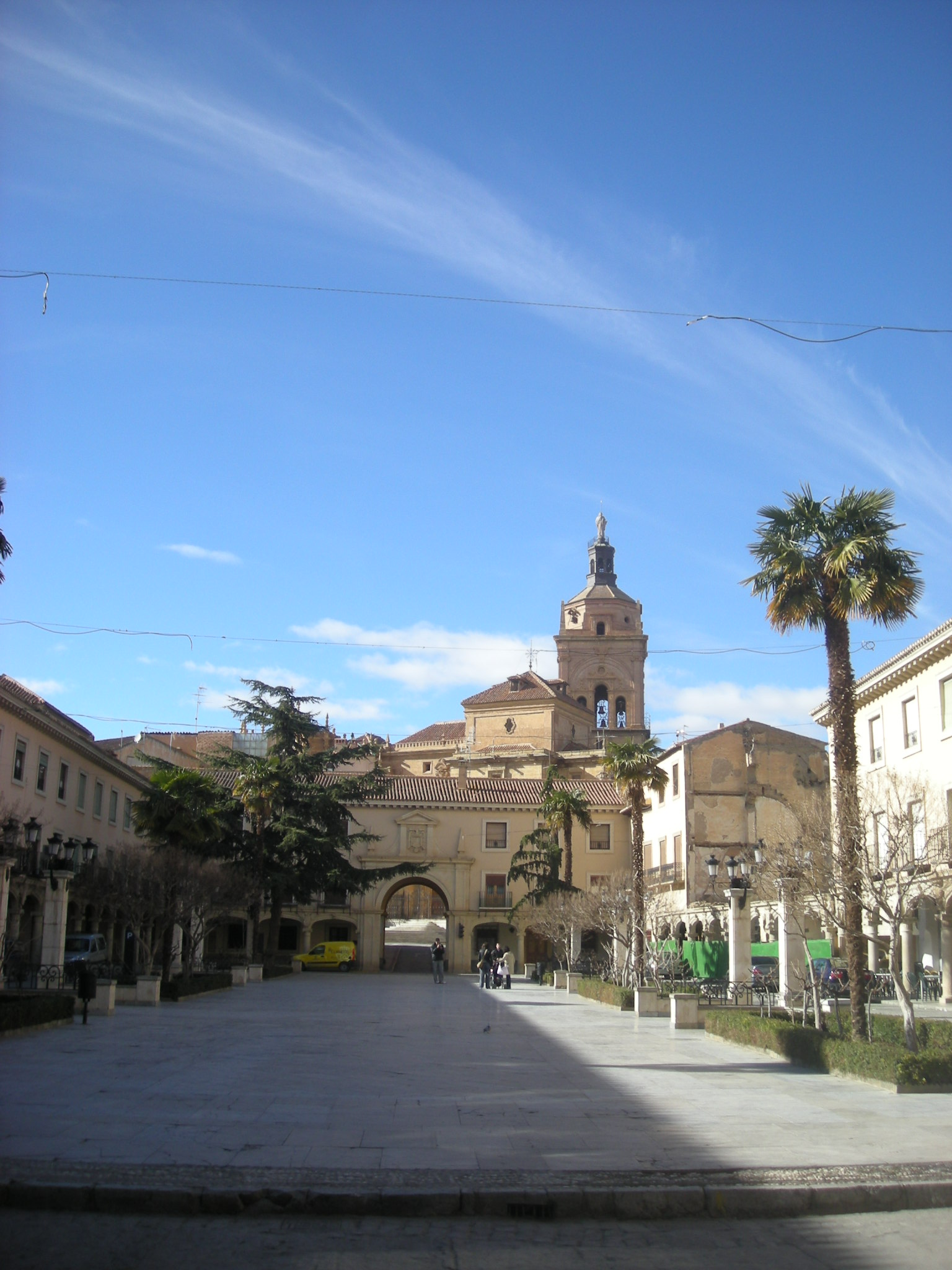
Площа Конституції
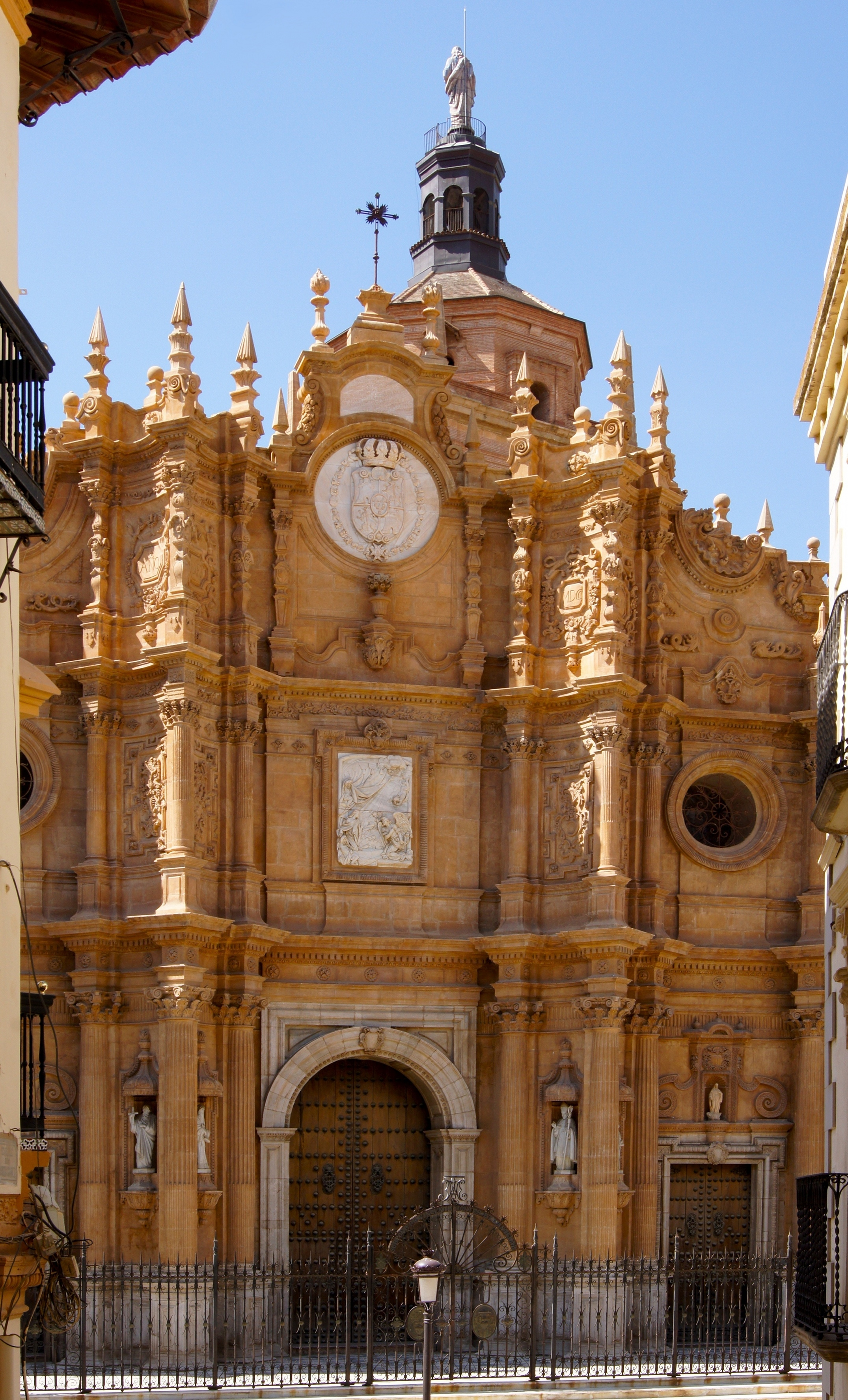
Головний портал собору.
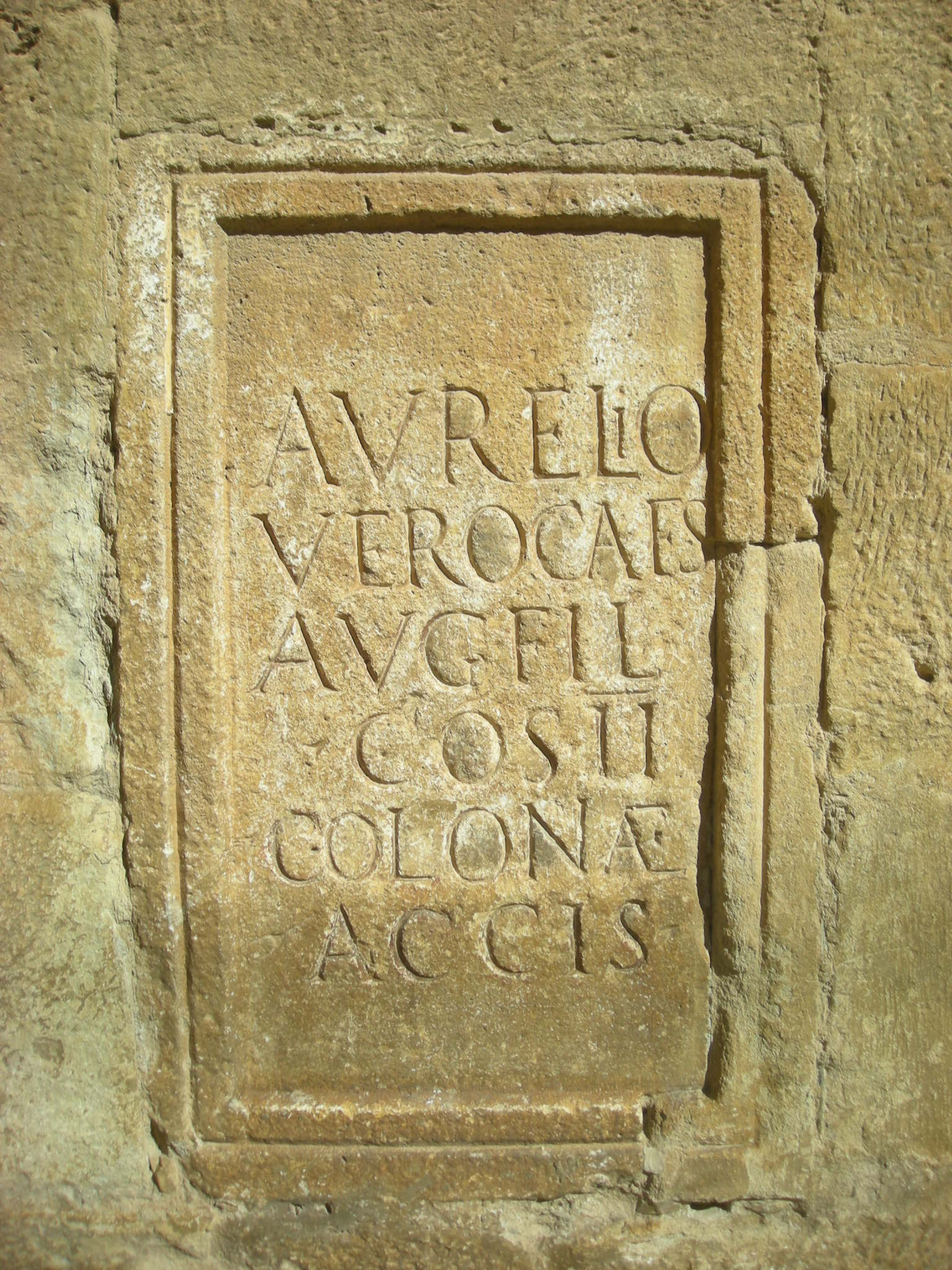
Римський напис, знайдений на стіні Катедрального собору Гуадіс
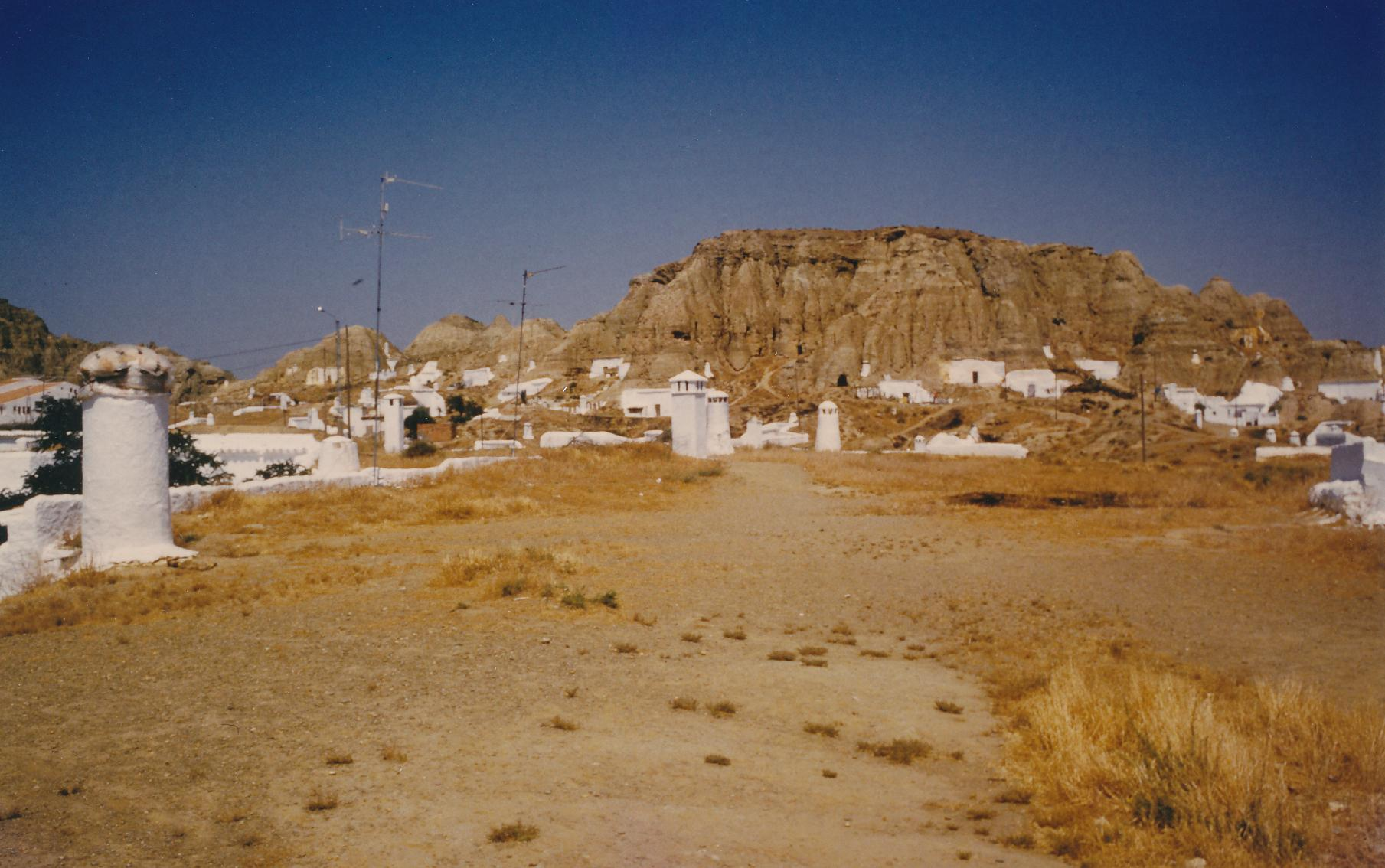
Печери